# Edmund Morawiec
Edmund Morawiec (ur. 29 października 1930 w Lgoczance, zm. 11 lutego 2019 w Tuchowie) – polski duchowny katolicki, redemptorysta, profesor nauk humanistycznych.

## Życiorys
Pierwsze śluby zakonne złożył w Zgromadzeniu Najświętszego Odkupiciela w roku 1950. 29 czerwca 1957 został wyświęcony na kapłana, natomiast w 1964 obronił pracę doktorską pt. Przedmiot a metoda w filozofii Kartezjusza otrzymując doktorat, a w 1971 uzyskał habilitację za pracę pt. Rola intuicji w przyjmowaniu założeń w metafizyce ogólnej u J. Maritaina. 16 października 1985 otrzymał tytuł naukowy profesora nadzwyczajnego w zakresie nauk humanistycznych. Od sierpnia 1993 pełnił funkcję profesora zwyczajnego w Akademii Teologii Katolickiej (ATK).
Był kierownikiem Katedry Metafizyki na Wydziale Filozofii Chrześcijańskiej Uniwersytetu Kardynała Stefana Wyszyńskiego (dawniej ATK). Na uniwersytecie był także kierownikiem Sekcji Filozofii Bytu, Boga i Religii. Pełnił tam też wiele innych ważnych funkcji administracyjnych: prodziekana na Wydziale Filozofii, pełnomocnika rektora ds. młodzieży, sekretarza redakcji półrocznika wydziałowego „Studia Philosophiae Christianae”, zastępcy redaktora naczelnego tegoż półrocznika, Prorektora ATK w latach 1987–1993, Rzecznika Komisji Dyscyplinarnej ds. Pracowników Naukowych. Był wieloletnim członkiem Senackiej Komisji Wydawniczej.
Należał do wielu towarzystw filozoficznych polskich i zagranicznych: Komitetu Nauk Filozoficznych Polskiej Akademii Nauk, Polskiego Towarzystwa Filozoficznego, International Society For Metaphysics, Union Mondiale Des Societé Catholique, Societé International Thomas D’Aquin oraz Polskiego Towarzystwa Tomasza z Akwinu. Był promotorem 50 prac magisterskich, recenzentem 3 prac habilitacyjnych, 11 prac doktorskich oraz promotorem kolejnych 6 prac doktorskich. Pod jego kierunkiem swój doktorat napisał i obronił między innymi Tomasz Terlikowski.
Przez prawie 40 lat wykładał filozofię w Wyższym Seminarium Duchownym Redemptorystów w Tuchowie i Krakowie, gdzie prowadził zajęcia między innymi z metafizyki, filozofii Boga, czy teorii poznania.
Niemal całe życie kapłańsko-zakonne przeżył mieszkając w domu zakonnym redemptorystów Warszawie przy ul. Karolkowej. Cierpiał na wiele schorzeń. Na skutek licznych złamań, przez ostatnie lata życia poruszał się za pomocą wózka inwalidzkiego. W związku z pogarszającym się stanem zdrowia decyzją przełożonych pod koniec roku 2018 został skierowany do domu zakonnego w Tuchowie, gdzie Zgromadzenie Redemptorystów posiada specjalnie wydzieloną część dla starszych i chorych zakonników z fachową opieką pielęgniarską. Tam też zmarł 11 lutego 2019.

### Pogrzeb
Pogrzeb redemptorysty odbył się w poniedziałek 18 lutego 2019 w kościele św. Klemensa Hofbauera w Warszawie. Uroczystości przewodniczył ksiądz biskup Michał Janocha. Duchowny został pochowany w grobowcu zgromadzenia na cmentarzu Wolskim.

## Nagrody i odznaczenia
- 2000: Krzyż Kawalerski Orderu Odrodzenia Polski[5]
- 1985: Nagroda Ministra Nauki i Szkolnictwa Wyższego za monografię pt. W kierunku metafizyki egzystencjalnej[1]
- 1989: Medal Komisji Edukacji Narodowej[1]
- 1974: Srebrny Krzyż Zasługi[1]

## Publikacje
Twórczość pisarska o. Edmunda Morawca obejmuje ponad 110 publikacji naukowych, w tym osiem książek. Najważniejsze prace to: Przedmiot a metoda w filozofii Kartezjusza (Warszawa, 1970), Rola intuicji w przyjmowaniu założeń w metafizyce ogólnej u J. Maritaina (Warszawa, 1984), W kierunku metafizyki egzystencjalnej (Warszawa, 1994), Odkrycie metafizyki egzystencjalnej. Studium historyczno-analityczne (Warszawa, 1994), Podstawowe zagadnienia metafizyki klasycznej (Warszawa, 1998), Odkrycie egzystencjalnej wersji metafizyki klasycznej (Warszawa, 2004), Intuicja intelektualna w metafizyce ogólnej u J. Maritaina (2008), O nowoczesności w filozofii różnych epok historycznych (2013), Wybrane filozoficzne koncepcje rozumu ludzkiego i racjonalność (2014).
W 2006 wydany został także podręcznik do metafizyki pt. Metafizyka klasyczna wersji egzystencjalnej, który napisał wraz z o. Pawłem Mazanką CSsR, profesorem nadzwyczajnym UKSW. Książka jest wykorzystywana na wielu uczelniach i w seminariach duchownych. Autorzy syntetycznie i skrótowo opisali w niej najważniejsze zagadnienia dotyczące metafizyki klasycznej.